# Верхня носова раковина
Верхня носова раковина (лат. concha nasi superior, concha nasalis superior) — найбільш верхня (як правило) з носових раковин. Верхні носові раковини являють собою дві тонкі, вигнуті пластинки, які виступають із задньої частини медіальної поверхні решітчастого лабіринту (складова решітчастої кістки) й обмежують згори верхній носовий хід. Розташовані спереду від клиноподібної пазухи.

## Галерея

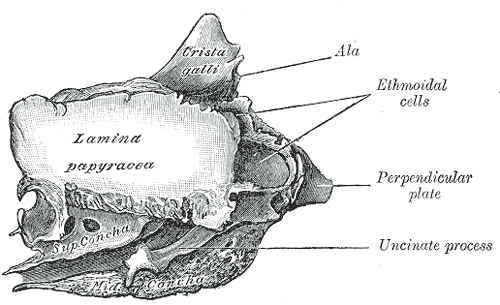
Решітчаста кістка справа.
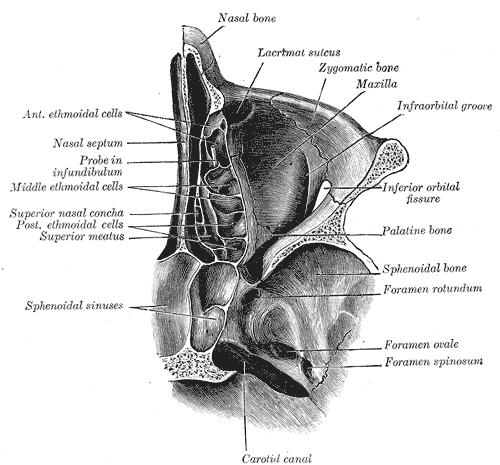
Горизонтальний розріз носової порожнини й очних западин.
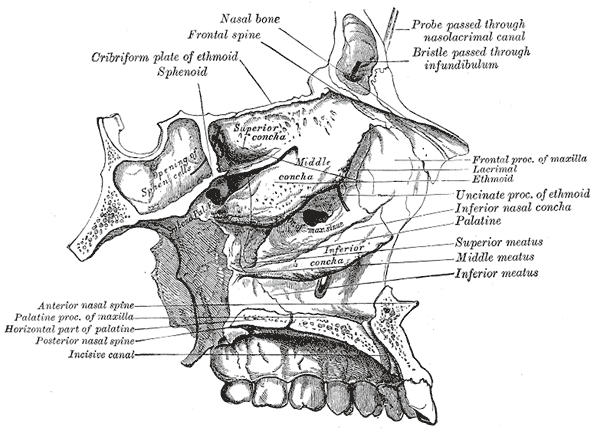
Верхня, нижня і латеральна стінки носової порожнини зліва.
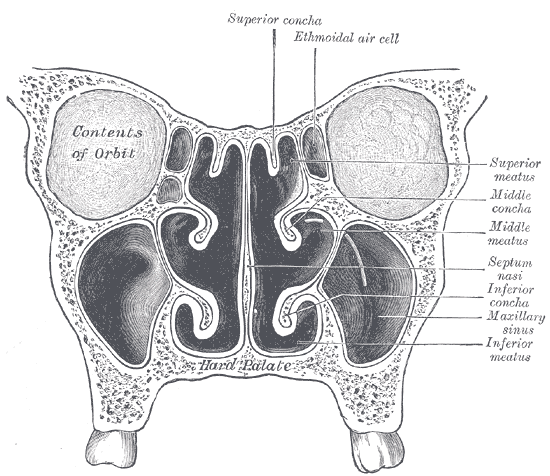
Фронтальний розріз носової порожнини.
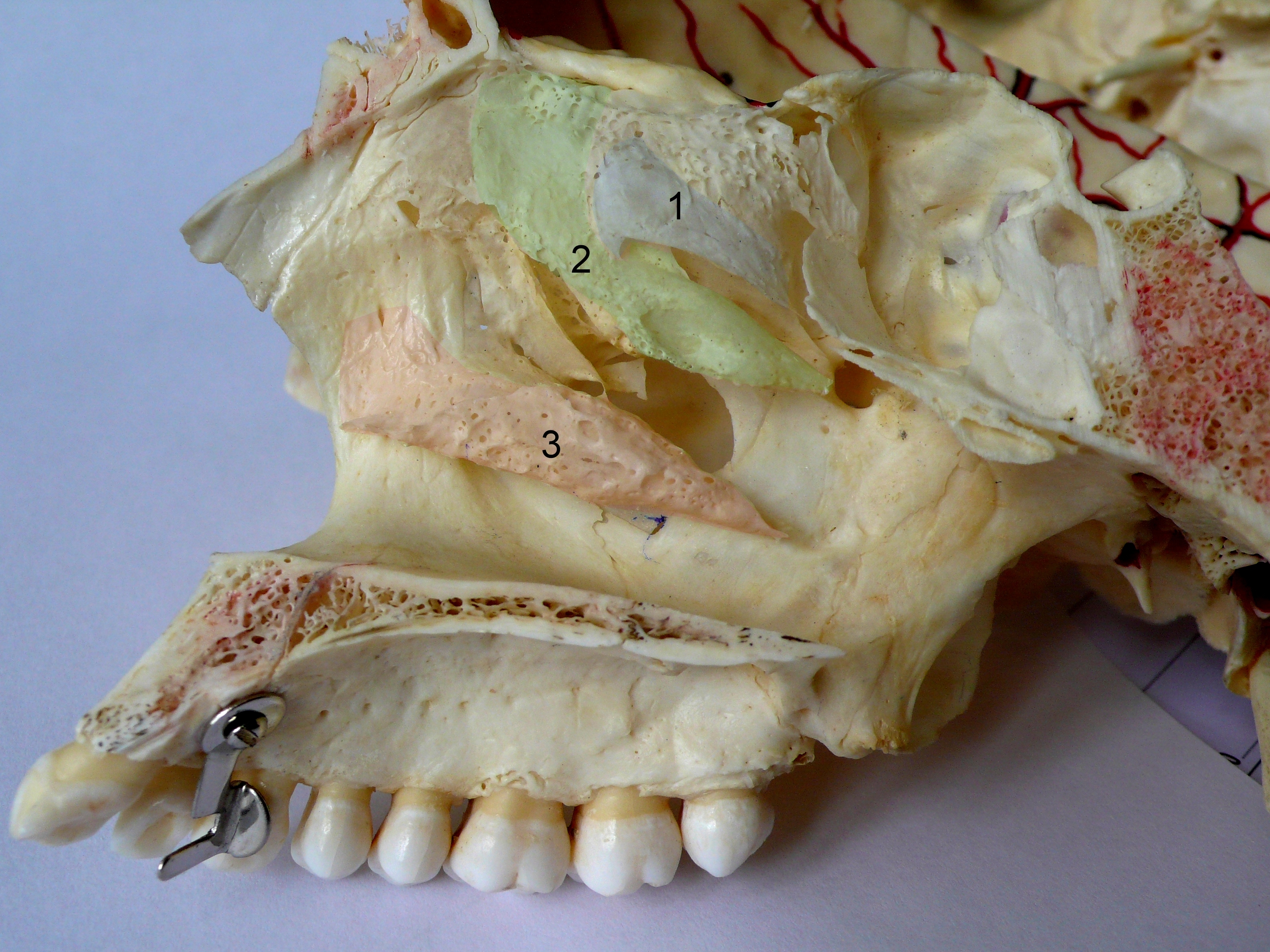
Носові раковини